# جام باشگاه‌های اروپا ۷۴–۱۹۷۳
جام باشگاه‌های اروپا ۷۴–۱۹۷۳،نوزدهمین فصل رقابت‌های فوتبال جام باشگاه‌های اروپا بود. باشگاه‌های آتلتیکو مادرید و بایرن مونیخ در سال ۱۹۷۴ به فینال رسیدند
آتلتیکو مادرید در یک‌چهارم نهایی ستاره سرخ بلگراد را بردند و در نیمه‌نهایی هم از سد سلتیک گذشتند. فینال در ورزشگاه هیسل بلژیک برگزار شد و با تساوی بدون گل به پایان رسید، اما در وقت‌های اضافه آراگونز برای اتلتیکو گل زد و این گل را تا دقیقه ۱۲۰ حفظ کرد، اما در آخرین ثانیه‌ها شوارتسنباخ گل مساوی را برای بایرن مونیخ زد. در آن زمان خبری از ضربات پنالتی نبود. به همین دلیل دو روز بعد بازی تکرار شد و این بار، بایرن به راحتی برنده شد. آتلتیکو ماردید با دو گل از اولی هوینس و دو گل هم از گرد مولر ۴-۰ مغلوب بایرن مونیخ شد.

## قهرمان
| قهرمان جام باشگاه های اروپا ٧۴-١٩٧٣ |
| ----------------------------------- |
| بایرن مونیخ                         |
| اولین قهرمانی                       |